# Bob Cowell
Bob Cowell (n. 12 iunie 1924, Pennsylvania, SUA – d. 11 ianuarie 1960, Georgia, SUA) a fost un înotător ce a reprezentat Statele Unite ale Americii, medaliat olimpic. A participat la o ediție a Jocurilor Olimpice (1948) în care a câștigat două medalii de argint.